# 端貴代
端 貴代（はし たかよ、1977年10月2日 - ）は、日本の女性総合格闘家。東京都墨田区出身。和術慧舟會AKZA所属。元DEEP JEWELSバンタム級王者。元SMACKGIRLミドル級王者。元フライ級クィーン・オブ・パンクラシスト。
兄は総合格闘家のトモヒロック☆84。体格で兄を若干上回ることから、スマックガール参戦時は「ビッグ・シスター」のキャッチコピーがついていた。

## 来歴
兄に影響で和術慧舟會東京本部に入門。昼は会社員として働き、夜にトレーニングを積むという日々を送っていた。
2004年9月4日、総合格闘技デビュー。
2005年8月17日、SMACKGIRL 2005 〜Dynamic!!〜で行われたThe Next Cinderella Tournament 2005 -59kg級 決勝で赤野仁美に腕ひしぎ十字固めで一本負け。
2006年7月23日には服部恵子を決勝で下しスマックガール GRAPPRING QUEEN TOURNAMENT 2006無差別級で優勝を果たした。
2007年4月15日、アブダビコンバットの日本予選で優勝。5月6日-5月7日にニュージャージー州トレントンで開催された本大会では準決勝でタラ・ラローサに敗れたものの、3位決定戦では赤野仁美に勝利を収め入賞を果たした。
2007年9月6日、スマックガールミドル級（58kg）女王タイトルマッチで王者の赤野仁美に挑戦し、判定勝ち。王座の獲得に成功するとともに2年前のリベンジを果たした。
2008年4月3日、カリフォルニア州で開催されたFFF 4でアマンダ・ブキャナーに判定勝ち。
2009年4月25日、VALKYRIE初参戦となったVALKYRIE 02で米沢知佐と対戦し、チョークスリーパーで一本勝ち。
2010年2月26日、Strikeforce Challengers 6のStrikeforce女子世界ウェルター級（61kg）王座決定戦でサラ・カフマンと対戦し、ジャッジ3者とも45-50で判定負けを喫し王座獲得に失敗した。
2011年5月14日、コロラド州で開催されたFTWでキャット・ジンガノにスラムでKO負け。
2012年3月3日、JEWELS 18th RINGでロクサン・モダフェリに判定勝ち。
2014年5月18日、DEEP JEWELS 4でのDEEP JEWELS初代ミドル級（61.2kg）王者決定戦で杉山しずかと対戦し、TKO勝ちを収め王座獲得に成功した。
2014年11月1日、Invicta FC 9でのInvicta FCフライ級タイトルマッチでバーブ・ホンチャックと対戦し、0-3の判定負けで王座獲得に失敗した。
2015年8月29日、DEEP JEWELS 9でのDEEP JEWELSバンタム級タイトルマッチでキム・ジヨンと再戦し、0-3の判定負けで王座防衛に失敗して王座陥落した。
2019年4月14日、PANCRASE 304の初代パンクラス女子フライ級王座決定戦でシッジ・ホッシャと対戦し判定負け。王座獲得に失敗した。
2020年7月24日、PANCRASE 316でライカと対戦し、判定勝ち。
2021年10月17日、PANCRASE 324の女子フライ級暫定王者決定戦にてNØRIと対戦し、3-0の判定勝ち。女子フライ級暫定王者となった。
2023年3月10日、初代フライ級クィーン・オブ・パンクラシストのシッジ・ホッシャが怪我により期限内に防衛戦が行えない為、フライ級クィーン・オブ・パンクラス王座を返上し、同日付で第2代フライ級クィーン・オブ・パンクラシストに昇格した。
2023年4月30日、PANCRASE 333のフライ級クィーン・オブ・パンクラス・チャンピオンシップにて挑戦者のNØRIと再戦し、3-0の判定勝ち。初防衛に成功した。
2024年3月31日、PANCRASE 341のフライ級クィーン・オブ・パンクラス・チャンピオンシップにて挑戦者の重田ホノカと対戦し、0-3の判定負け。王座陥落となった。しかし試合後、ドラッグテストで重田と端の両選手から禁止物質であるエフェドリンが検出され陽性となった。両者共に試合の1ヶ月ほど前にエフェドリンの成分が含まれている漢方薬または風邪薬を飲んだと話しており、端は試合日の1カ月ほど前に風邪を引いており、市販の風邪薬を飲んだと事前申告していたが、その中にエフェドリンが含まれており「ごく一般的な風邪薬だったので、何も疑わなかった」と釈明。その後、パンクラス側が「風邪薬の接種目的は体調を回復させるもので、事前申告書に常用薬と理由（風邪）をきちんと申告していた事も検討材料に加えた」と結論付けたことで、端には80日間のサスペンド（出場停止）と10％のファイトマネー返却といった処分が科せられた。これを受け端は「これからは市販薬であっても、事前に成分検索してもらい薬を購入します」とコメントした。

## 戦績

### 総合格闘技
| 総合格闘技 戦績 | 総合格闘技 戦績 | 総合格闘技 戦績 | 総合格闘技 戦績 | 総合格闘技 戦績 | 総合格闘技 戦績 | 総合格闘技 戦績 |
| --------------- | --------------- | --------------- | --------------- | --------------- | --------------- | --------------- |
| 30 試合         | (T)KO           | 一本            | 判定            | その他          | 引き分け        | 無効試合        |
| 19 勝           | 1               | 5               | 13              | 0               | 1               | 0               |
| 10 敗           | 1               | 1               | 8               | 0               | 1               | 0               |

| 勝敗 | 対戦相手               | 試合結果                      | 大会名 | 開催年月日     |
| ×    | 渡邉史佳               | 5分3R終了 判定0-3             | PANCRASE 347 | 2024年9月29日  |
| ×    | 重田ホノカ             | 5分5R終了 判定0-3             | PANCRASE 341 【フライ級クィーン・オブ・パンクラス・チャンピオンシップ】                                               | 2024年3月31日  |
| ○    | NØRI                   | 5分5R終了 判定3-0             | PANCRASE 333 【フライ級クィーン・オブ・パンクラス・チャンピオンシップ】                                               | 2023年4月30日  |
| ○    | NØRI                   | 5分5R終了 判定3-0             | PANCRASE 324 【女子フライ級暫定王者決定戦】                                                                           | 2021年10月17日 |
| ○    | ライカ                 | 5分3R終了 判定3-0             | PANCRASE 316 | 2020年7月24日  |
| ×    | マイラ・カントゥアリア | 5分3R終了 判定0-3             | PANCRASE 308 | 2019年9月29日  |
| ×    | シッジ・ホッシャ       | 5分5R終了 判定0-3             | PANCRASE 304 【パンクラス女子フライ級王座決定戦】                                                                     | 2019年4月14日  |
| ○    | バーバラ・アシオリー   | 2R 3:20 チョークスリーパー    | PANCRASE 316 | 2018年2月4日   |
| ×    | キム・ジヨン           | 5分3R終了 判定0-3             | DEEP JEWELS 9 【DEEP JEWELS バンタム級タイトルマッチ】                                                                | 2015年8月29日  |
| ×    | バーブ・ホンチャック   | 5分5R終了 判定0-3             | Invicta FC 9: Honchak vs. Hashi 【Invicta FCフライ級タイトルマッチ】                                                  | 2014年11月1日  |
| ○    | 杉山しずか             | 3R 4:20 TKO（パンチ）         | DEEP JEWELS 4 【DEEP JEWELS初代ミドル級王者決定戦】                                                                   | 2014年5月18日  |
| △    | キム・ジヨン           | 5分2R終了 判定引き分け        | ROAD FC Korea 2: Korea vs. Japan                                                                                      | 2014年3月9日   |
| ○    | ロクサン・モダフェリ   | 5分2R終了 判定3-0             | JEWELS 18th RING | 2012年3月3日   |
| ×    | キャット・ジンガノ     | 3R 4:42 KO（スラム→パウンド） | FTW: Outlaws | 2011年5月14日  |
| ×    | タラ・ラローサ         | 5分5R終了 判定0-3             | DFL 1: The Big Bang                                                                                                   | 2010年11月24日 |
| ×    | サラ・カフマン         | 5分5R終了 判定0-3             | Strikeforce Challengers 6 【Strikeforce女子世界ウェルター級王座決定戦】                                               | 2010年2月26日  |
| ○    | 米沢知佐               | 2R 1:43 チョークスリーパー    | VALKYRIE 02 | 2009年4月25日  |
| ○    | アマンダ・ブキャナー   | 3分3R終了 判定3-0             | FFF 4: Call of the Wild                                                                                               | 2008年4月3日   |
| ○    | 赤野仁美               | 5分3R終了 判定3-0             | SMACKGIRL 2007 〜女王たちの一番熱い夏〜 【SMACKGIRLミドル級女王タイトルマッチ】                                       | 2007年9月6日   |
| ○    | イ・ヒジン             | 5分2R終了 判定3-0             | CMAフェスティバル2 美濃輪育久デビュー10周年記念大会                                                                   | 2007年7月23日  |
| ○    | シビル・スター         | 1R 2:47 腕ひしぎ十字固め      | SMACKGIRL 2007 〜女王は新宿の夜を赤く染るか？〜 【SMACKGIRLミドル級女王次期挑戦者決定戦】                             | 2007年3月11日  |
| ○    | 森藤美樹               | 5分2R終了 判定3-0             | SMACKGIRL 2006 〜極女伝説〜                                                                                           | 2006年11月29日 |
| ○    | 佐々木絹加             | 1R 2:31 チョークスリーパー    | SMACKGIRL 2006 〜頂女決戦〜                                                                                           | 2006年6月30日  |
| ○    | 諸星和奈               | 5分2R終了 判定3-0             | SMACKGIRL 2006 〜女神降臨〜                                                                                           | 2006年2月15日  |
| ×    | 赤野仁美               | 1R 1:19 腕ひしぎ十字固め      | SMACKGIRL 2005 〜Dynamic!!〜 【The Next Cinderella Tournament 2005 -59kg級 決勝】                                     | 2005年8月17日  |
| ○    | YUKAЯI                 | 5分2R終了 判定3-0             | SMACKGIRL-F 2005 〜Next Cinderella Tournament 2005 2nd stage〜 【The Next Cinderella Tournament 2005 -59kg級 準決勝】 | 2005年7月10日  |
| ○    | バッカス羽鳥           | 5分2R終了 判定3-0             | SMACKGIRL-F 2005 〜今年もやるぞ! スマックF祭り〜 【The Next Cinderella Tournament 2005 -59kg級 1回戦】                | 2005年4月29日  |
| ○    | 杉本由美子             | 5分2R終了 判定3-0             | CROSS SECTION | 2004年12月12日 |
| ○    | HARI                   | 2R 4:28 チョークスリーパー    | SMACKGIRL 2004 〜近藤有希引退記念興行〜                                                                               | 2004年11月4日  |
| ○    | 菊川夏子               | 5分2R終了 判定3-0             | CROSS SECTION | 2004年9月4日   |

### タッグマッチ
| 勝敗 | 対戦相手                                                     | 試合結果         | 大会名                                                    | 開催年月日   |
| ○    | 藪下めぐみ&せり&忍田なほみ （パートナー：虎島尚子&真武和恵） | 15分終了 判定0-3 | SMACKGIRL 2004 〜聖地凱旋〜 【SGS 6人タッグマッチルール】 | 2004年8月5日 |

### グラップリング
| 勝敗 | 対戦相手           | 試合結果                        | 大会名                                                                   | 開催年月日    |
| ×    | 藤井惠             | 腕ひしぎ十字固め                | ADCC世界大会アジア予選【女子60kg級 準決勝】                              | 2009年2月22日 |
| ○    | 赤野仁美           | 10分+延長5分終了 ポイント5-0    | アブダビコンバット2007【女子60kg級 3位決定戦】                           | 2007年5月6日  |
| ×    | タラ・ラローサ     | 10分終了 ポイント               | アブダビコンバット2007【女子60kg級 準決勝】                              | 2007年5月6日  |
| ○    | ヴァネッサ・ポルト | 10分終了 ポイント8-0            | アブダビコンバット2007【女子60kg級 1回戦】                               | 2007年5月5日  |
| ○    | 服部恵子           | ポイント11-0                    | ADCC世界大会 JAPAN TRIAL 最終予選【女子60kg級 決勝】                     | 2007年4月15日 |
| ○    | 服部恵子           | 判定2-0                         | SMACKGIRL GRAPPRING QUEEN TOURNAMENT 2006【無差別級トーナメント 決勝】   | 2006年7月23日 |
| ○    | フェリシア・オー   | 判定3-0                         | SMACKGIRL GRAPPRING QUEEN TOURNAMENT 2006【無差別級トーナメント 準決勝】 | 2006年7月23日 |
| ○    | SAYAKA             | 判定4-2                         | SMACKGIRL GRAPPRING QUEEN TOURNAMENT 2006【無差別級トーナメント 2回戦】  | 2006年7月23日 |
| ○    | 青木真由美         | 判定11-0                        | SMACKGIRL GRAPPRING QUEEN TOURNAMENT 2006【無差別級トーナメント 1回戦】  | 2006年7月23日 |
| ×    | 赤野仁美           | 6:30 腕ひしぎ十字固め           | SMACKGIRL GRAPPRING QUEEN TOURNAMENT 2006【ミドル級トーナメント 決勝】   | 2006年7月23日 |
| ○    | 中井りん           | 判定17-4                        | SMACKGIRL GRAPPRING QUEEN TOURNAMENT 2006【ミドル級トーナメント 準決勝】 | 2006年7月23日 |
| ○    | 関口菜穂子         | 3:07 チョークスリーパー         | SMACKGIRL GRAPPRING QUEEN TOURNAMENT 2006【ミドル級トーナメント 2回戦】  | 2006年7月23日 |
| ○    | 葵千尋             | 2:41 チキンウィングアームロック | SMACKGIRL GRAPPRING QUEEN TOURNAMENT 2006【ミドル級トーナメント 1回戦】  | 2006年7月23日 |
| ×    | たま☆ちゃん        | 4分2R終了 判定0-3               | SMACKGIRL-F 〜5月病をブッ飛ばせ！夏も近いぞスマックF祭〜 【SGGルール】   | 2004年5月16日 |
| ○    | 林恵子             | 3分2R終了 判定2-1               | SMACKGIRL Third Season-EX 〜GRAPPLER'S holiday〜 【SGGルール】           | 2003年7月6日  |
| ○    | 有賀美由紀         | 1R 3:54 チョークスリーパー      | SMACKGIRL 〜Summer Gate 2002〜 【SGGルール】                             | 2002年8月4日  |

## 獲得タイトル
- スマックガール GRAPPRING QUEEN TOURNAMENT 2006 優勝（2006年）
- 第3代スマックガールミドル級王座（2007年）
- アブダビコンバット日本予選 女子60kg級 優勝（2007年）
- 第7回アブダビコンバット 女子60kg級 3位（2007年）
- 初代DEEP JEWELSミドル級王座（2014年）
- 第2代フライ級クィーン・オブ・パンクラス王座（2023年）